# Селлія-Марина
Селлія-Марина (італ. Sellia Marina, сиц. Sellia Marina) — муніципалітет в Італії, у регіоні Калабрія,  провінція Катандзаро.
Селлія-Марина розташована на відстані близько 490 км на південний схід від Рима, 14 км на схід від Катандзаро.
Населення — 7475 осіб (2014).
Щорічний фестиваль відбувається 25 травня. Покровитель — святий Миколай.

## Демографія
Населення за роками:

Станом на 1 січня 2023 року в муніципалітеті офіційно проживало 607 іноземців з 29 країн, серед них 168 громадян країн Євросоюзу та 12 громадян України.

## Сусідні муніципалітети
- Кропані
- Серсале
- Сімері-Крикі
- Соверія-Сімері
- Цагаризе